# Raven Alexis
Raven Alexis (Spokane, Washington; 28 de enero de 1987-Las Vegas, Nevada; 23 de marzo de 2022) fue una modelo erótica, productora, directora y actriz pornográfica estadounidense.

## Primeros años
Raven Alexis nació en Spokane, Washington.
Soñaba con ser una bailarina profesional, hasta que una lesión luego de jugar de baloncesto la obligó a cambiar de rumbo.
Se graduó del instituto a los 15 años. A los 18 años obtuvo su título en Administración de justicia penal en la Universidad Estatal de Boise. Trabajó esporádicamente como asistente ejecutiva y secretaria legal.

## Carrera
Tras regresar de la universidad, un fotógrafo le ofreció posar para una sesión fotográfica, experiencia que resultó satisfactoria para ella, por lo que decidió dejar en espera su ingreso a la escuela de grado con la finalidad de comenzar una carrera en el mundo del entretenimiento.
Comenzó su carrera de manera independiente a mediados de 2005. Primero se dedicó al modelaje erótico, posando para diversos sitios web, como MET Art. Posteriormente creó su propia productora, llamada Raven Alexis Productions, con la finalidad de crear su propia identidad como modelo y actriz pornográfica. Abrió sus propios sitios web de tipo softcore y hardcore, encargándose de dirigir y producir los contenidos de su productora.
En septiembre de 2009 firmó un contrato de exclusividad con la productora Digital Playground.
Se retiró en 2013, apareciendo en más de 70 películas como actriz.

## Vida personal
Raven Alexis estuvo casada con Allen Wright, vocalista del grupo musical Hard Dryve y productor de Raven Alexis Productions, con quien tenía dos hijos.
Alexis se autodefinía como geek, siendo una fanática de la ciencia ficción, la tecnología y los videojuegos. Su hábito por jugar videojuegos como World of Warcraft lo consideraba como parte de su "otra vida". También se dedicaba al ensamble y modding de computadores. Era una gran fanática de Star Trek.
Falleció el 23 de marzo de 2022, a los 35 años de edad, en Las Vegas (Nevada), tras sufrir una infección y sepsis por la enfermedad de Crohn con la que convivía desde hacía tiempo, según publicó su marido en redes sociales.

## Premios
- 2010 – Premio NightMoves – Best New Starlet, Fan's choice[12]
- 2011 – Premio AVN – Best All-Girl Group Sex Scene - Body Heat[13]
- 2011 – Premio AVN - Wildest Sex Scene - "Body Heat" [13]
- 2012 – Premio XBIZ – Supporting Acting Performance of the Year - Top Guns[14]